# Jack Lemmon
Pour les articles homonymes, voir Lemmon.
Jack Lemmon est un acteur et réalisateur américain, né le 8 février 1925 à Newton (Massachusetts) et mort le 27 juin 2001 à Los Angeles (Californie). Considéré comme compétent dans les rôles dramatiques et comiques, Jack Lemmon  était connu pour son personnage d'homme moyen anxieux, conduisant le Guardian à le qualifier de « tragi-comédien le plus réussi de sa génération ».
Il joue dans plus de soixante films et est nommé huit fois aux Oscars, gagnant deux fois, et a reçu d'autres distinctions, dont six Golden Globes (y compris le prix Cecil B. DeMille honorifique), deux prix d'interprétation masculine du Festival de Cannes, deux Coupes Volpi, un Ours d'argent, trois BAFTA, et deux Primetime Emmy Awards. En 1988, il reçoit le Life Achievement Award de l'American Film Institute  pour sa contribution au cinéma américain.
Ses films les plus connus incluent Permission jusqu'à l'aube (1955), pour lequel il remporte l'Oscar du meilleur acteur dans un second rôle, Certains l'aiment chaud (1959), La Garçonnière (1960), Le Jour du vin et des roses (1962), Irma la Douce (1963), La Grande Course autour du monde (1965), Sauvez le tigre (1973, remportant l'Oscar du meilleur acteur, Le Syndrome chinois (1979), Missing (1982) et Glengarry (1992). Il se produit à Broadway, remportant des nominations aux Tony Awards pour Un fils pour l'été (en) (qui lui vaut une autre nomination aux Oscars pour son adaptation cinématographique) ainsi que dans la reprise en 1986 du Long Voyage vers la nuit.
Lemmon forme un duo avec l'acteur et ami Walter Matthau, que le New York Times qualifie de « l'un des couples les plus réussis d'Hollywood » , qui a duré dix films entre 1966 et 1998, dont Drôle de couple (1968), Spéciale Première (1974) et Les Grincheux (1993).

## Biographie

### Famille et formation
Jack Lemmon est le fils unique de Mildred Burgess LaRue (née Noel) et John Uhler Lemmon, Jr., président d'une société de donuts. Sa grand-mère paternelle était issue d'une famille d'immigrants irlandais.
Après une enfance dans le Massachusetts et un passage à la Phillips Academy puis à l'université Harvard, Jack Lemmon s'engage dans l'US Navy durant la Seconde Guerre mondiale.

### Carrière cinématographique
Dès son retour aux États-Unis après-guerre, Jack Lemmon devient un acteur populaire, spécialisé dans la comédie. Il est surtout connu en France pour ses collaborations avec Billy Wilder, qui lui offre le fameux rôle du musicien travesti aux côtés de Tony Curtis et de Marilyn Monroe dans Certains l'aiment chaud en 1959, ou encore celui de l'employé falot amoureux de Shirley MacLaine dans La Garçonnière en 1960.
Jack Lemmon a obtenu deux Oscars : celui du meilleur second rôle en 1956 pour Permission jusqu'à l'aube de John Ford et celui du meilleur acteur en 1974 pour Sauvez le tigre de John G. Avildsen.
Il est aussi connu pour son duo avec Walter Matthau avec lequel il a tourné dix films.

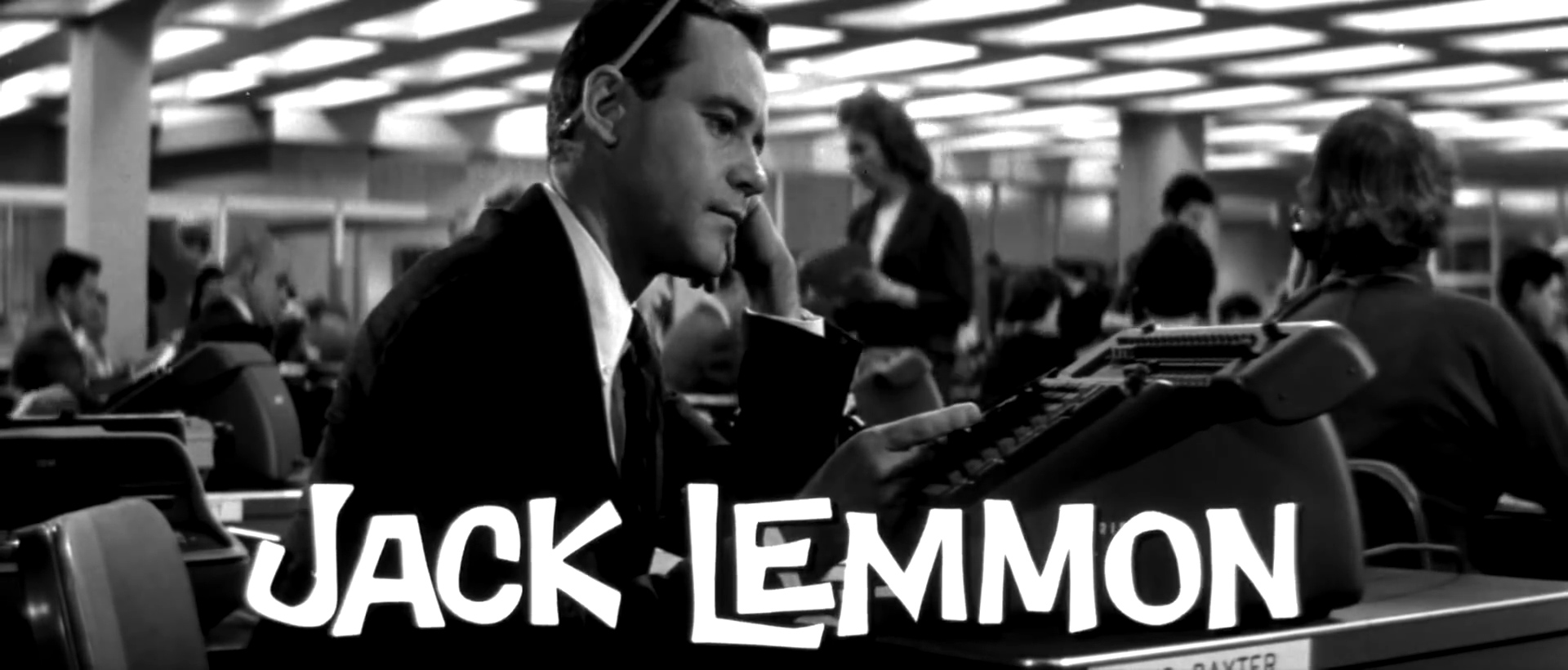
La Garçonnière, 1960

Distingué et éclectique (il joua au piano un thème du film Irma la Douce, qu'il avait tourné avec Shirley MacLaine), l'acteur a aussi privilégié un cinéma indépendant, engagé et militant comme en témoignent les deux films qui lui ont valu le prix d'interprétation masculine au Festival de Cannes (seul acteur avec Marcello Mastroianni et Dean Stockwell à avoir réussi le doublé) : Le Syndrome chinois de James Bridges (1979) et Missing de Costa-Gavras (1982).
Il est avec Julianne Moore, Sean Penn et Juliette Binoche l'un des quatre artistes à avoir réussi le « grand chelem », à savoir obtenir le prix d'interprétation des trois plus grands festivals de cinéma au monde que sont le Festival de Cannes, la Mostra de Venise et la Berlinale.
C'est lui qui remet à Charlie Chaplin son Oscar d'honneur pour l'ensemble de sa carrière, en 1972.

### Vie privée
Après avoir été marié entre 1950 et 1956 à Cynthia Stone (en), avec qui il a eu un fils (Chris), Jack Lemmon épouse en 1962 à Paris l'actrice Felicia Farr, avec qui il a une fille, Courtney.
Il meurt le 27 juin 2001 à Los Angeles des suites d'un cancer du côlon et de la vessie[réf. souhaitée].

## Filmographie

### Cinéma
- 1954 : Une femme qui s'affiche (It Should Happen to You) de George Cukor
- 1954 : Phffft! de Mark Robson
- 1955 : Tout le plaisir est pour moi (Three for the Show) de H. C. Potter
- 1955 : Permission jusqu'à l'aube (Mister Roberts) de John Ford
- 1955 : Ma sœur est du tonnerre (My Sister Eilleen) de Richard Quine
- 1956 : L'Extravagante Héritière (You Can't Run Away from It) de Dick Powell
- 1957 : L'Enfer des tropiques (Fire down Below) de Robert Parrish
- 1957 : Le Bal des cinglés (Operation Mad Ball) de Richard Quine
- 1958 : Cow-boy de Delmer Daves
- 1958 : L'Adorable Voisine (Bell, Book and Candle) de Richard Quine
- 1959 : Certains l'aiment chaud (Some Like it Hot) de Billy Wilder
- 1959 : Train, Amour et Crustacés (It Happened to Jane) de Richard Quine
- 1960 : Pepe de George Sidney : caméo
- 1960 : La Garçonnière (The Apartment) de Billy Wilder
- 1960 : Le Rafiot héroïque (The Wackiest Ship in the Army) de Richard Murphy
- 1962 : L'Inquiétante Dame en noir (The Notorious Landlady) de Richard Quine
- 1962 : Le Jour du vin et des roses (Days of Wine and Roses) de Blake Edwards
- 1963 : Irma la Douce de Billy Wilder
- 1963 : Oui ou non avant le mariage ? (Under the Yum Yum Tree) de David Swift
- 1964 : Prête-moi ton mari (Good Neighbour Sam) de David Swift
- 1965 : La Grande Course autour du monde (The Great Race) de Blake Edwards
- 1965 : Comment tuer votre femme (How to Murder Your Wife) de Richard Quine
- 1966 : La Grande Combine (The Fortune Cookie) de Billy Wilder
- 1967 : Luv de Clive Donner
- 1968 : Drôle de couple (The Odd Couple) de Gene Saks
- 1969 : Folies d'avril (April Fools) de Stuart Rosenberg
- 1970 : Escapade à New York (The Out-of-Towners) d'Arthur Hiller
- 1971 : Kotch : le passager du bus qui dort (apparition non créditée) - également réalisateur
- 1972 : Avanti! de Billy Wilder
- 1973 : Sauvez le tigre (Save the Tiger) de John G. Avildsen
- 1974 : Le Prisonnier de la seconde avenue (The Prisoner of Second Avenue) de Melvin Frank
- 1974 : Spéciale Première (The Front Page) de Billy Wilder
- 1976 : Alex & the Gypsy (en) de John Korty
- 1976 : Les Naufragés du 747 (Airport 77) de Jerry Jameson
- 1979 : Le Syndrome chinois (The China Syndrome) de James Bridges
- 1981 : Victor la gaffe (Buddy Buddy) de Billy Wilder
- 1982 : Missing de Costa-Gavras
- 1984 : Prêchi-prêcha (Mass Appeal) de Glenn Jordan
- 1985 : Macaroni (Macheroni) d'Ettore Scola
- 1986 : That's Life de Blake Edwards
- 1989 : Mon père (Dad) de Gary David Goldberg
- 1991 : JFK d'Oliver Stone
- 1992 : The Player de Robert Altman
- 1992 : Glengarry (Glengarry Glen Ross) de James Foley
- 1993 : Luck, Trust and Ketchup : Robert Altman in Carver Country de John Dorr
- 1993 : Short Cuts de Robert Altman
- 1993 : Les Grincheux (Grumpy Old Men) de Donald Petrie
- 1995 : Les Grincheux 2 (Grumpier Old Men) de Howard Deutch
- 1995 : The Grass Harp (en) de Charles Matthau
- 1996 : Président ? Vous avez dit président ? (My Fellow Americans) de Peter Segal
- 1996 : Hamlet de Kenneth Branagh
- 1997 : Off the Menu: The Last Days of Chasen's (en) de Shari Springer Berman et Robert Pulcini
- 1997 : La Croisière aventureuse (Out to Sea) de Martha Coolidge
- 1998 : Drôle de couple 2 (The Odd Couple 2) de Howard Deutch
- 1999 : Morrie : Une leçon de vie (Tuesdays with Morrie) de Mick Jackson
- 2000 : La Légende de Bagger Vance (The Legend of Bagger Vance) de Robert Redford

## Distinctions

### Récompenses
- Oscars 1956 : meilleur acteur dans un second rôle pour Permission jusqu'à l'aube
- BAFTA 1959 : meilleur acteur pour Certains l'aiment chaud
- BAFTA 1960 : meilleur acteur pour La Garçonnière
- Golden Globes1960 : meilleur acteur dans un film musical ou une comédie pour Certains l'aiment chaud
- Golden Globes 1961 : meilleur acteur dans un film musical ou une comédie pour La Garçonnière
- Festival de Saint-Sébastien 1963 : meilleur acteur pour Le Jour du vin et des roses
- Golden Globes 1973 : meilleur acteur dans un film musical ou une comédie pour Avanti!
- Oscars 1974 : meilleur acteur pour Sauvez le tigre
- Festival de Cannes 1979 : prix d'interprétation masculine pour Le Syndrome chinois
- BAFTA 1980 : meilleur acteur pour Le Syndrome chinois
- Berlinale 1981 : Ours d'argent du meilleur acteur pour Un fils pour l'été
- Festival de Cannes 1982 : prix d'interprétation masculine pour Missing
- Golden Globes 1991 : Cecil B. DeMille Award pour l'ensemble de sa carrière
- Mostra de Venise 1992 : Coupe Volpi du meilleur acteur pour Glengarry
- Golden Globes 2000 : meilleur acteur dans une minisérie ou un téléfilm pour Inherit the Wind (en) (1999)

### Nominations
- Oscars 1960 : Meilleur acteur pour Certains l'aiment chaud
- Oscars 1961 : Meilleur acteur pour La Garçonnière
- Oscars 1963 : Meilleur acteur pour Le Jour du vin et des roses
- Oscars 1980 : Meilleur acteur pour Le Syndrome chinois
- Oscars 1981 : Meilleur acteur pour Un fils pour l'été
- Oscars 1983 : Meilleur acteur pour Missing

## Voix françaises
| - Serge Lhorca dans : - Permission jusqu'à l'aube - Ma sœur est du tonnerre (voix parlée) - L'Adorable Voisine - L'Inquiétante Dame en noir - Spéciale Première - That's Life! - JFK - Les Grincheux - Les Grincheux 2 - Président ? Vous avez dit président ? - La Croisière aventureuse - Drôle de couple 2 - Morrie : Une leçon de vie (téléfilm) - Michel Roux dans : - Cow-boy - L'Enfer des tropiques - Ma sœur est du tonnerre (voix chantée) - Train, Amour et Crustacés - Le Rafiot héroïque - Comment tuer votre femme - Drôle de couple - Folies d'avril - Escapade à New York - Avanti! | - Roger Carel dans : - Le Bal des cinglés (doublage tardif) - Certains l'aiment chaud (voix masculine) - La Garçonnière - Irma la Douce - Oui ou non avant le mariage ? - La Grande Course autour du monde - La Grande Combine et aussi : - Roger Rudel dans Certains l'aiment chaud (voix féminine) - Jacques Deschamps dans Les Naufragés du 747 - François Marié dans Le Syndrome chinois - Jean-Pierre Moulin dans Victor la gaffe - Daniel Gélin dans Missing - Pierre Bonzans dans Glengarry - Christian Alers dans Short Cuts - Jean Lescot dans Hamlet - Jacques Richard dans La Légende de Bagger Vance |

### Duo Lemmon-Matthau
Les deux acteurs Jack Lemmon et Walter Matthau ont tourné 9 films ensemble :
- 1966 : La Grande Combine (The Fortune Cookie) de Billy Wilder
- 1968 : Drôle de couple (The Odd Couple) de Gene Saks
- 1974 : Spéciale première (The Front Page) de Billy Wilder
- 1981 : Victor la gaffe (Buddy Buddy) de Billy Wilder
- 1993 : Les Grincheux (Grumpy Old Men) de Donald Petrie
- 1995 : Les Grincheux 2 (Grumpier Old Men) de Howard Deutch
- 1995 : The Grass harp (en) de Charles Matthau inédit France (Lemmon-Matthau ensemble que 20 secondes dans un salon de coiffure à 26 min)
- 1997 : La Croisière aventureuse (Out to Sea) de Martha Coolidge
- 1998 : Drôle de couple 2 (The Odd Couple II) de Howard Deutch

## Réalisateur d'un film
En 1971, Jack Lemmon réalise son unique film Kotch le papy sitter, Avec en vedette son ami Walter Matthau. Jack Lemmon fait une apparition non créditée, il joue un passager du bus qui dort à côté de Walter Matthau (à la 44è minute du film).